# Taiwo Awoniyi
Taiwo Micheal Awoniyi, född 12 augusti 1997, är en nigeriansk fotbollsspelare som spelar för Nottingham Forest i Premier League.

## Klubbkarriär
Den 25 juni 2022 värvades Awoniyi av Nottingham Forest, där han skrev på ett femårskontrakt. Awoniyi debuterade i Premier League den 6 augusti 2022 i en 2–0-förlust mot Newcastle United.

## Landslagskarriär
Awoniyi debuterade för Nigerias landslag den 7 oktober 2021 i en 1–0-förlust mot Centralafrikanska republiken.